# Москведа-Льюис, Калина
Калина Джордан Москведа-Льюис (англ. Kaleena Jordan Mosqueda-Lewis; урождённая Калина Джордан Льюис (англ. Kaleena Jordan Lewis; род. 3 ноября 1993 года, Помона, штат Калифорния) — американская профессиональная баскетболистка, выступала в женской национальной баскетбольной ассоциации. Была выбрана на драфте ВНБА 2015 года в первом раунде под общим третьим номером командой «Сиэтл Шторм». Играет на позиции лёгкого форварда. В настоящее время защищает цвета французского клуба «Рош Вандея Баскет».

## Ранние годы
Калина родилась 3 ноября 1993 года в городе Помона (штат Калифорния) в семье Хайри и Санди Али, у неё есть два брата, Джейден и Ксандер, и сестра, Тейлор, а училась немного южнее, в городе Санта-Ана, в средней школе Матер-Деи, в которой выступала за местную баскетбольную команду.